# Пуумала, Туомо
Туомо Пуумала (фин. Tuomo Puumala; 3 апреля 1982, Каустинен, Финляндия) — финский политик, депутат Парламента Финляндии от партии Центра (с 2007).

## Биография
Родился 3 апреля 1982 года в Каустинене.
Работал журналистом. Позднее занимал должность председателя молодёжной организации партии Центра.
В 2007 году на парламентских выборах избран депутатом Парламента Финляндии.
С 2008 года занимает пост заместителя председателя партии Центра, а в июне 2012 года баллотировался на должность председателя партии.